# صالح عبید
صالح عبید (انگلیسی: Saleh Abdulla؛ زادهٔ ۸ دسامبر ۱۹۷۸) بازیکن فوتبال اهل امارات متحده عربی بود.
وی همچنین در تیم ملی فوتبال امارات متحده عربی بازی کرده‌است.